# 吕克霍尔茨
吕克霍尔茨是德国巴伐利亚州的一个市镇。总面积17.23平方公里，总人口793人，其中男性414人，女性379人（2011年12月31日），人口密度46人/平方公里。